# Chrysobothris umbrosa
Chrysobothris umbrosa es una especie de escarabajo del género Chrysobothris, familia Buprestidae. Fue descrita científicamente por Kerremans en 1903.